# جيفرسون بيرد
جيفرسون بيرد (بالإنجليزية: Jefferson Byrd)‏ هو مهندس بيئي ‏ وسياسي أمريكي، ولد في 16 يونيو 1971 في سبرينغر في الولايات المتحدة.